# Big Wapwallopen Creek
Der Big Wapwallopen Creek ist ein kleiner Fluss im Luzerne County des US-Bundesstaats Pennsylvania. Er fließt 37 Kilometer und mündet in den Susquehanna River. Benannt wurde der Fluss nach einem ehemaligen Dorf des Delawarenstamms, welches an dem Fluss lag. Der auch Big Wap genannte Fluss zeichnet sich durch seine drei großen Wasserfälle aus, die eine Höhe von bis zu 7,6 Metern erreichen können. Die Quelle liegt im Crystal Lake des Bear Creek Townships.

## Verlauf
Der Big Wapwallopen Creek fließt vom Crystal Lake aus zunächst westlich und in das Fairview Township. Von dort aus fließt er am Arbutus Peak entlang und kreuzt die Pennsylvania Route 437 sowie die PA 309. Nach dem Pole Bridge Swamp strömt der Big Wap in südsüdwestlicher Richtung an der Grenze der Rice und Wright Townships entlang. Hier mündet der Bow Creek (der erste namentlich benannte Zubringer) in den Big Wap. Weiter südwestlich erreicht ihn auch der Watering Run. Nun betritt der Fluss das Dorrance Township und kreuzt die Interstate 81. Wenige Kilometer später mündet der dritte und letzte benannte Nebenfluss (Balliet Run) in den Fluss. Im weiteren Verlauf überschreitet der Big Wap mehrfach die Grenze zwischen Hollenback und Nescopeck Township. Später markiert er knapp eineinhalb Kilometer lange die Grenze zwischen Nescopeck und Conyngham Township. Er kreuzt die Pennsylvania Route 239 und mündet nahe dem Dorf Wapwallopen in den Susquehanna River.

## Hydrologie
Der Big Wapwallopen Creek führt durchschnittlich 1,5 m³/s an Wasser (jährlicher Durchschnitt, gemessen zwischen 1920 und 2013 kurz vor der Mündung). Dort können im Falle einer Überflutung bis ca. 400m³/s geführt werden (0,2 % Wahrscheinlichkeit).
In den Jahren 1975 und 1976 wurden intensive hydrologische Untersuchungen an dem Fluss durchgeführt. Der pH-Wert des Flusses variierte zwischen 5,9 und 7,5. Die Wasserhärte lag zwischen 12 und 42 µg/L.

## Geschichte
Die erste Vergabe von Land am Big Wapwallopen Creek geschah 1773, als der sogenannte Campania Tract an George Campbell ging. Das Land war zuvor (1769) von Daniel Grant vermessen worden. Prinz Maximilian zu Wied-Neuwied besuchte während seiner reisen in Nordamerika auch das Gebiet um den Big Wap.
Im August 1979 wurde der Big Wapwallopen Creek in die Datenbank des Geographic Names Information System aufgenommen. Seine Identifikationsnummer lautet 1192144.

## Biologie
Die staatliche Fischereibehörde von Pennsylvania stuft den Big Wap als Class A Wild Trout Water ein. Das bedeutet, dass die Bevölkerung an Bachsaiblingen und Forellen stabil genug ist, um auch längerfristig Sportfischerei mit ihr zu betreiben. Außerdem soll es in dem Fluss Elritzen und Saugkarpfen geben.
Um den Fluss herum, insbesondere stromaufwärts, wachsen Hemlocktannen. Stromabwärts sind vermehrt Platanen und Schwarz-Birken zu finden.